# Феминистское антивоенное сопротивление
Феминистское антивоенное сопротивление (сокр. ФАС, англ. Feminist Anti-War Resistance, сокр. FAWR) — низовое антивоенное движение, которое сформировалось после начала в феврале 2022 года полномасштабного российского вторжения в Украину. Сопротивление стало одной из самых ярких антивоенных инициатив, а также самым многочисленным, влиятельным, активным и заметным фем-проектом в России.

## История
«Феминистское антивоенное сопротивление» началось 25 февраля 2022 года на следующий день после начала полномасштабной российской военной агрессии против Украины. У истоков движения стояли художница и поэтесса Дарья Серенко, гендерный историк Элла Россман, художница Лёля Нордик и другие активистки — всего около 10 человек. Они подготовили и опубликовали манифест движения сопротивления. В дальнейшем он был переведён более чем на 30 языков — мировых и народов России.
Война — это насилие, нищета, вынужденная миграция, поломанные жизни, отсутствие безопасности и исчезновение перспективы будущего. Она противостоит всей сути феминистского движения. Война усиливает гендерное неравенство и может отбрасывать все достижения в области прав человека на много лет назад. Война несёт за собой не только физическое насилие, но и насилие сексуализированное: как показывает история, во время войны для любой женщины в несколько раз вырастает риск быть изнасилованной. По этим и многим другим причинам феминисткам России и тем, кто разделяет феминистские ценности, нужно решительно выступить против этой войны, развязанной руководством нашей страны.
Развитие движения происходило на фоне подавления массовых антивоенных протестов, военной цензуры и преследования противников войны. Однако развитие феминистского движения в России в 2010-х годах укрепило связи между фем-активистами и организациями, благодаря чему «Феминистское антивоенное сопротивление» быстро сформировало сеть сторонников. Уже к середине марта к движению присоединились ячейки активистов из 80 городов России и более 20 групп, сформированных в Германии, Франции, Испании, Индии и других странах. Уже в первый месяц женские антивоенные акции прошли в сотне городов России. К июню 2022 года движение оценивало число своих участниц в десятки тысяч человек. Появление феминистского сопротивления войне против Украины стало новым явлением для российской политике, но органично встроилось в мировую историю женского антивоенного протеста.
Только после 24 февраля 2022 года российские власти начали воспринимать феминисток как организованную политическую силу и угрозу — в дальнейшем в декабре 2022 года движение было включено в список иностранных агентов, а в апреле 2024 — в перечень нежелательных организаций.

## Организация
«Феминистское антивоенное сопротивление» — горизонтальная структура, связывающая множество ячеек и инициатив. У движения есть публичные спикеры, но нет центрального руководства. Активистки и группы, разделяющие идеи сопротивления, могут действовать автономно, проводя собственные или совместные акции, используя название «Феминистское антивоенное сопротивление», символику и медийный ресурс движения, а при необходимости — помощь правозащитников и адвокатов.
Децентрализация обеспечивает движению устойчивость, а возможность анонимного участия — безопасность. У «Феминистского антивоенного сопротивления» нет общих чатов — это позволяет обезопасить активисток в случае задержания, обыска, досмотра телефонов. В феврале 2023 года движение пооучило доступ к платформе Штабов Навального, которая была перезапущена как платформа для активистов и независимых медиа.
Своими целями участницы «Феминистского антивоенного сопротивления» называют вовлечение людей в политику и протест против войны внутри России и привлечение внимания международного сообществ к происходящему в России и Украине. Также движение выступает против авторитаризма и милитаризма, развивает деколониальную повестку (темы локальной истории, языка и контекста) оказывает юридическую и психологическую поддержку, помогает украинским беженцам и людям, которым необходима эвакуация из России, развивает антивоенное медиа и сообщество.

## Инициативы
В 2022 году акции «Феминистского антивоенного сопротивления» проходили более чем в 60 городах России и 30 странах мира (в том числе странах Европейского Союза, Великобритании, Америке, Южной Корее и т. д.), где эмигрировавшие активистки сотрудничают с местными феминистскими и антивоенными инициативами. Зарубежные акции участниц движения часто касаются международной реакции на российскую агрессию, включают призывы к политическому и экономическому давлению на Россию.
Участницы «Феминистского антивоенного сопротивления» проводили сотни крупных и маленьких акций. Активистки распространяли антивоенные сообщения через листовки, граффити, штампованные сообщения на банкнотах, «антивоенные ценники» в магазинах (визуально схожие с объявлениями о скидках и акциях), через «письма несчастья» (мимикрирующие под письма счастья и открытки к праздникам, которыми обмениваются в «Одноклассниках» и WhatsApp). К 9 мая 2022 года участницы движения массово распространяли в соцсетях антивоенные стихи, стилизованные под открытки с поздравлениями ко дню Победы, оформленных с использованием соответствующих клише — георгиевских ленточек, детей в военной форме и пр. Также активистки выпускают антивоенную газету «Женская правда», ориентированную на старшее поколение и выполненную в духе обычной периодики для дома, но помимо кроссвордов, рецептов и анекдотов содержащую материалы независимых и запрещённых в России СМИ. «Виральный» эффект имела и молитва к Богородице о мире для верующих христиан, в которой подчёркивалась роль России как захватчика и необходимость помогать Украине, которую написали участницы «Феминистского антивоенного сопротивления».
Активистки часто прибегают к перформативному сопротивлению. 8 марта 2022 года участницы движения в 80 городах России возложили цветы к памятникам жертвам Второй мировой войны, часто вместе с открытками с антивоенными высказываниями. В рамках акции «Мариуполь 5000», проведённой в конце марта 2022 года (название отсылает к числу погибших в ходе российской осады Мариуполя) они устанавливали во дворах многоквартирных домов самодельные деревянные кресты в память о мирных жителях, погибших под российскими обстрелами, которых мариупольцам и жителям других украинских городов приходилось хоронить прямо возле домов, на детских площадках, возле школ. К первым числам апреля активистки установили около 500 крестов в 41 городе России.
Некоторые акции предполагали антивоенное высказывание в общественном пространстве. Во время бессрочного «тихого пикета» активистки выходили из дома с антивоенными лозунгами на сумках или других элементах одежды (в марте 2022 года в этой инициативе участвовали около 3000 человек). Акция «Женщины в чёрном» наследовала антивоенному движению, которое зародилось в Израиле в годы Первой палестинской интифады в 1988 году в знак протеста против нарушения израильскими военными прав человека, а в России было подхвачено женщинами, скорбящими о погибших в первой и второй чеченских войнах. Участники этой акции каждую пятницу выходили на улицы своих городов в траурной чёрной одежде.
Также «Феминистское антивоенное сопротивление» ведёт просветительские проекты. В рамках одной из инициатив активистки разъясняют потенциально подлежащим призыву или мобилизации о гражданских альтернативах военной службе. В серии роликов «Империя насилия» активисты антиколониальных движений и женщины из национальных республик рассказывают на своих родных языках о ксенофобии, истории геноцида и системном насилии в отношении нетитульных народов России и о разрушительном влиянии российского империализма на народы России. В рамках кампании «Голоса украинок» активистки публиковали в каналах движения письма украинок из разных частей света, в которых те делятся своим опытом и переживаниями, связанными с войной.
Помимо акций «Феминистское антивоенное сопротивление» ведёт системную работу по помощи украинским беженцам, перемещённым в Россию, отказникам по соображениям совести, поддерживают горячие линии психологической поддержки для антивоенных активистов, обеспечивают работу «антивоенного фонда» помощи россиянам, которые столкнулись с дискриминацией на работе или в вузе из-за антивоенной позиции, были уволены или исключены. Движение присоединялась к петициям и открытым письмам против войны и дискриминационных российских законов.

## Признание
В мае 2023 года Феминистское антивоенное сопротивление стало лауреатом Ахенской премии мира, которую вручают с 1988 года за инициативы, способствующие миру и взаимопониманию.

## Преследование участниц
Уже за первые месяцы существования «Феминистского антивоенного сопротивления» не менее 100 активисток столкнулись с разными формами давления — штрафами за нарушение порядка проведения публичных акций, арестами за «дискредитацию российской армии». Движение оказывает поддержку преследуемым активисткам, связывает их с правозащитными организациями.
Один из резонансных случаев преследования — уголовное преследование художницы Александры Скочиленко за замену ценников в супермаркете на листовки с информацией о российском ударе по Мариупольскому драматическому театру, жертвами которого могли стать до 600 человек. Она стала первой, арестованной в Санкт-Петербурге по делу о «дискредитации российской армии». Весной 2023 года она оставалась в СИЗО, ей грозило до 10 лет лишения свободы. 16 ноября 2023 года Василеостровский районный суд Санкт-Петербурга на основании «закона о фейках» приговорил Александру к 7 годам лишения свободы.
Другая петербургская художница Евгения Исаева была оштрафована на 45 тысяч рублей и арестована на 8 суток по статье «хулиганство» за исполнение на Невском проспекте перфоманса «Сердце кровью обливается».
В январе 2023 года Минюст России внёс соосновательницу движения Дарью Серенко в список иноагентов за посты в телеграм-канале, твиты и упоминание в статье The Conversation об антивоенных фем-активистках в России. В дальнейшем против неё было возбуждено уголовное дело за пренебрежение обязаностями иноагента. В апреле 2024 года МВД объявило её в розыск.